# Saison 3 de Being Human
Chronologie
Saison 2 Saison 4
Cet article présente le guide des épisodes de la troisième saison de la série télévisée Being Human.

## Distribution

### Acteurs principaux
- Sam Witwer (VF : Thomas Roditi) : Ian Daniel « Aidan » Waite, le vampire
- Meaghan Rath (VF : Céline Mauge) : Sally Malik, le fantôme
- Sam Huntington (VF : Damien Witecka) : Joshua « Josh » Levison, le loup-garou
- Kristen Hager (VF : Sybille Tureau) : Nora Sergent, collègue et petite amie de Josh[1]

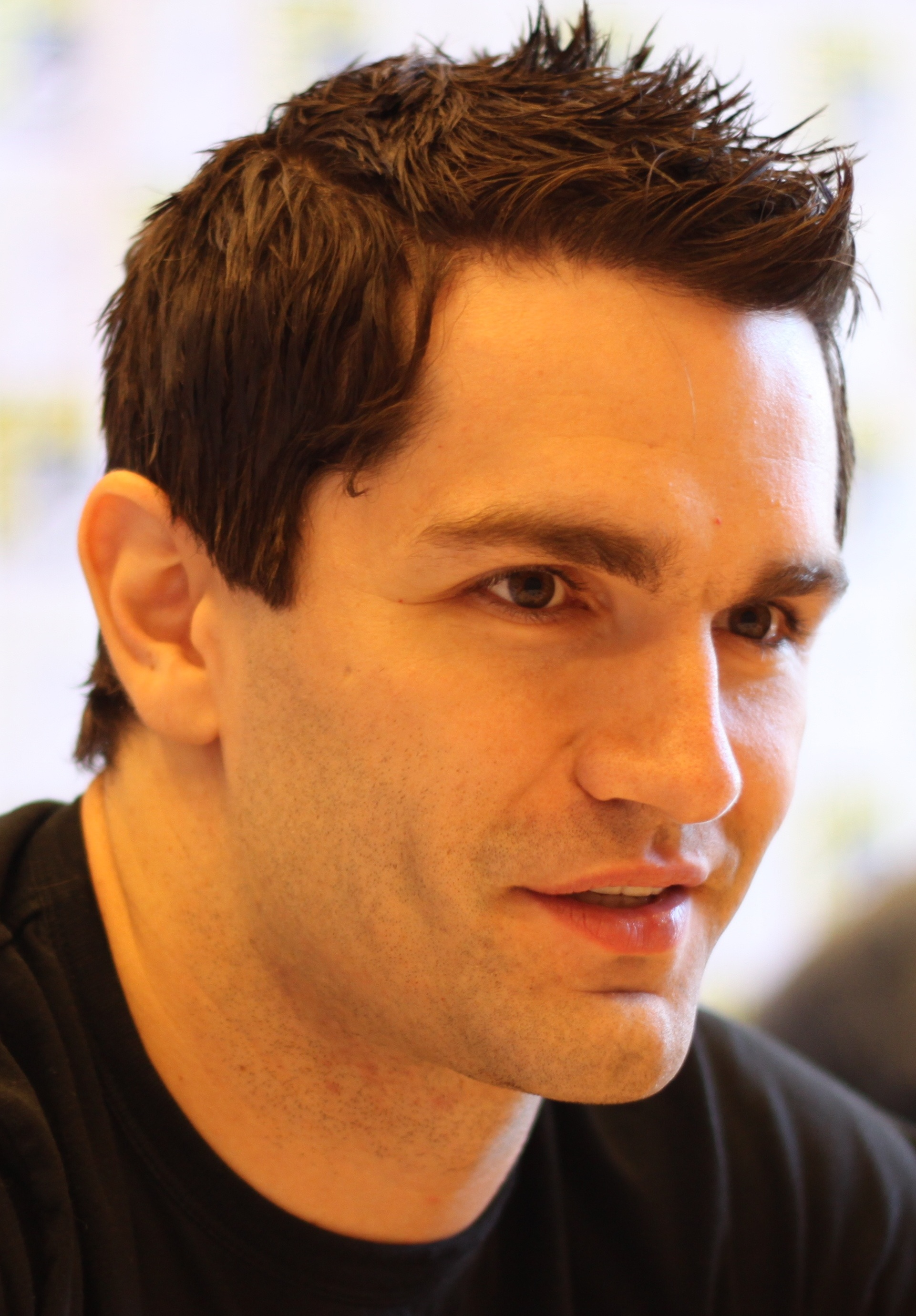
Sam Witwer interprète Ian Daniel « Aidan » Waite.
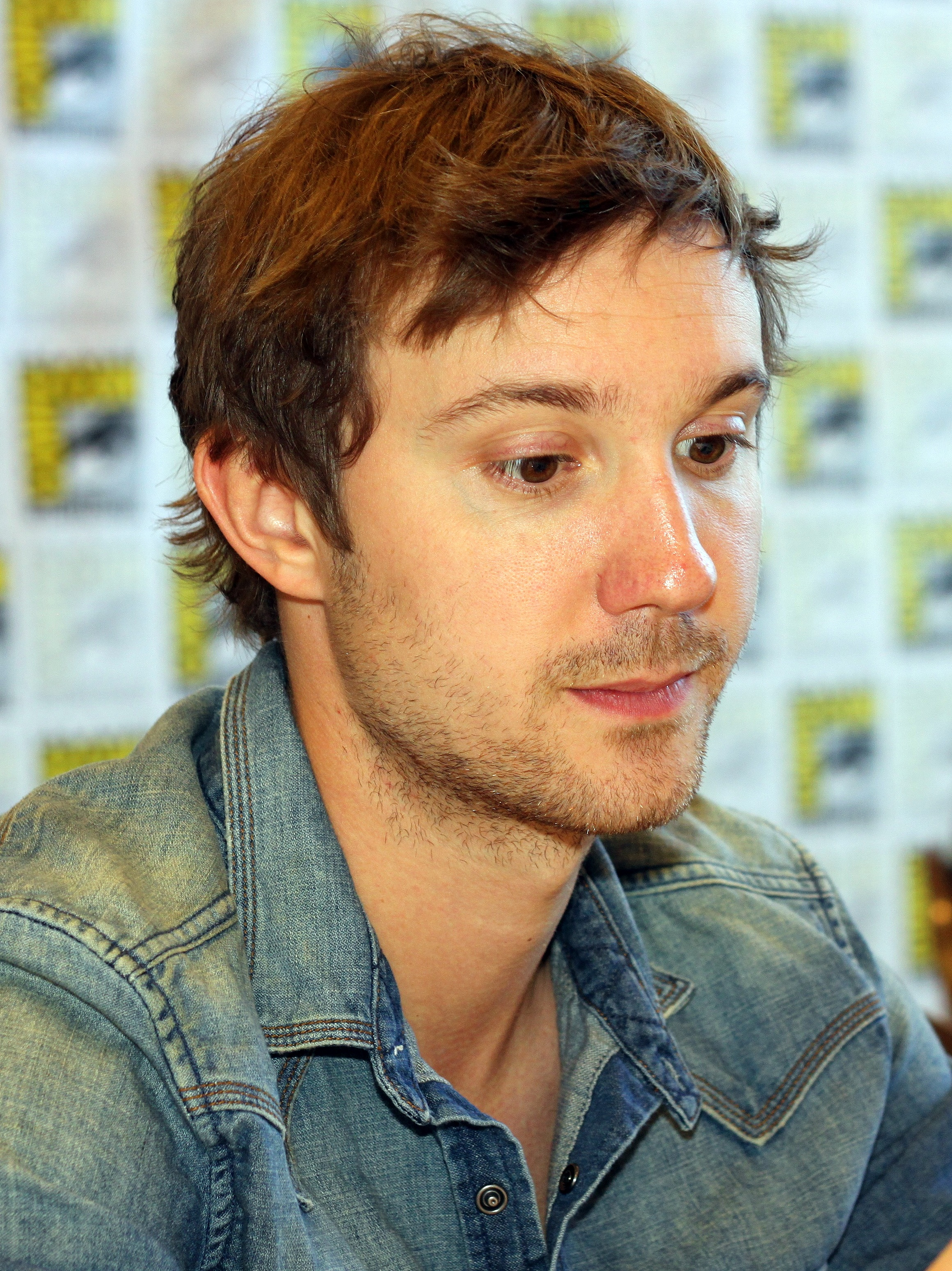
Sam Huntington interprète Joshua « Josh » Levison.
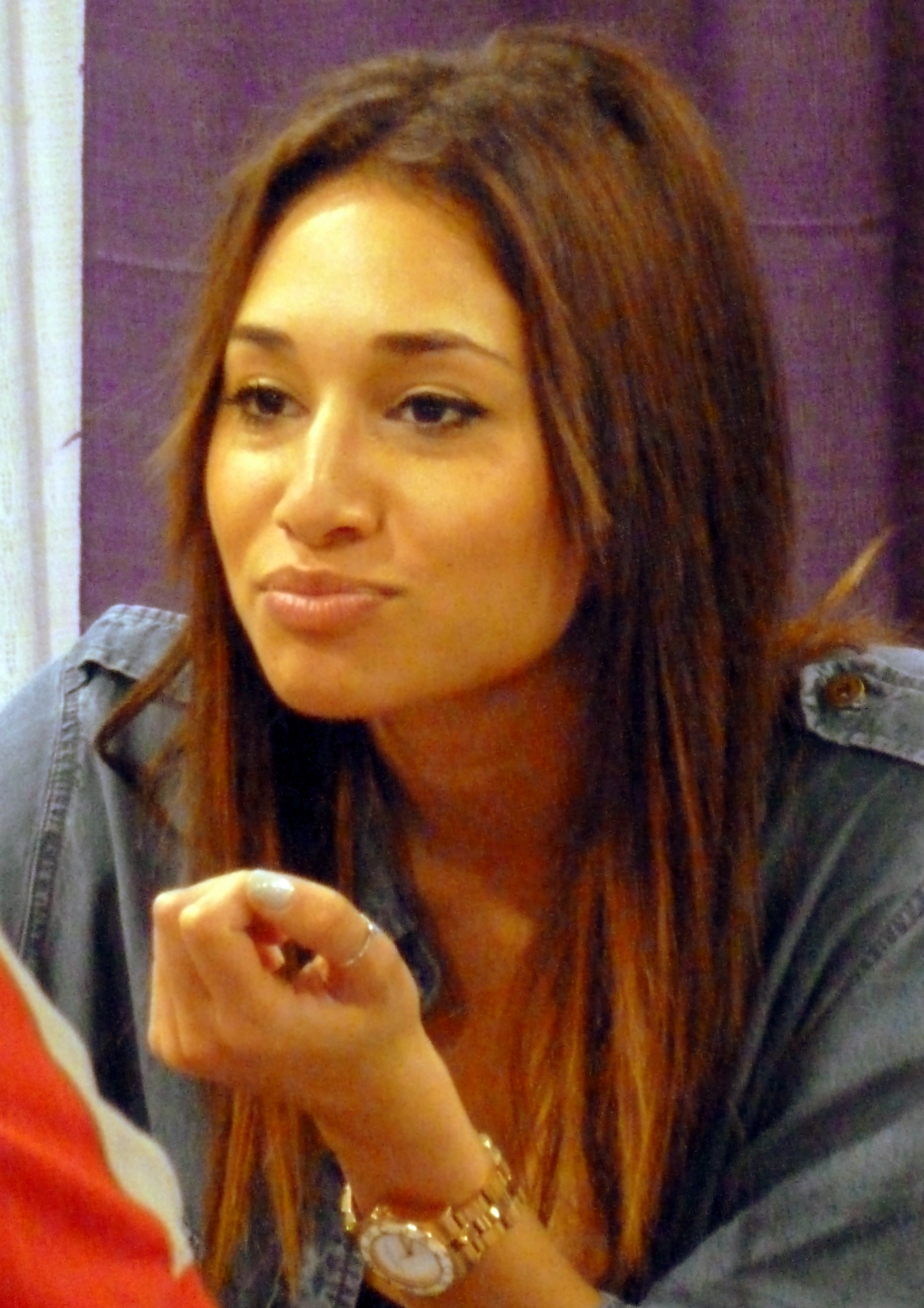
Meaghan Rath interprète Sally Malik.

### Acteurs récurrents
- Deanna Russo (VF : Jade Phan-Gia) : Kat Neely (9 épisodes)
- Xander Berkeley (VF : Patrick Raynal) : Liam McLean[2] (8 épisodes)
- Connor Price (VF : Gauthier Battoue) : Kenny, vampire transformé par Aidan (8 épisodes)
- Pat Kiely (VF : Donald Reignoux) : Nick Fenn, fantôme et ami de Sally (6 épisodes)
- Bobby Campo (VF : Alexis Tomassian) : Max, travaille au funérarium puis se rapproche de Sally[3] (6 épisodes)
- Susanna Fournier (VF : Marine Boiron) : Zoe, petite amie de Nick (5 épisodes)
- Lydia Doesburg (VF : Camille Donda) : Erin Shepherd (5 épisodes)
- Amy Aquino (VF : Françoise Vallon) : Donna Gilchrist[4] (5 épisodes)
- Alison Louder (VF : Aurélia Bruno) : Emily Levison, sœur de Josh (3 épisodes)
- Andreas Apergis (VF : Philippe Vincent) : Ray (3 épisodes)
- Katharine Isabelle (VF : Ana Pievic) : Susanna Waite (3 épisodes)
- Janine Theriault (en) (VF : Marie-Laure Dougnac) : Blake (3 épisodes)
- Kyle Schmid (VF : Jean-François Cros) : Henry (2 épisodes)
- Ellen David (VF : Marie Vincent) : Alannah Myers (2 épisodes)
- Ron Lea : Pete (2 épisodes)
- Angela Galuppo (en) (VF : Olivia Luccioni) : Bridget (1 épisode)
- Mark Pellegrino (VF : Guillaume Lebon) : James Bishop (1 épisode)

## Épisodes
Le 8 février 2012, la série, qui a augmenté ses audiences lors de la diffusion de la deuxième saison, a été renouvelée pour une troisième saison de treize épisodes. La production a repris en juin 2013 à Montréal. Elle est diffusée depuis le 14 janvier 2013 aux États-Unis.
1. Nous n'allons pas mourir (It's A Shame About Ray)
2. Même les filles mortes aiment s'amuser ((Dead) Girls Just Wanna Have Fun)
3. Un nouveau loup-garou (The Teens They Are a Changing)
4. Une cage en verre (I'm So Lonesome I Could Die)
5. Fantôme contre ex-fantôme (Get Outta My Dreams, Get Into My Mouth)
6. Aidan doit mourir (What's Blood Got To Do With It ?)
7. Tueur de pur-sang (One Is Silver And The Other Pagan)
8. Ton corps est un merveilleux monde en ruine (Your Body Is a Condemned Wonderland)
9. Des souris et des hommes-loups (Of Mice and Wolfmen)
10. La faim justifie les moyens (For Those About to Rot)
11. Deux enterrements de vie de garçon (If I Only Had a Raw Brain)
12. Sally va mourir (Always a Bridesmaid, Never Alive)
13. Une famille à soi (Ruh Roh)